# Иван Родионович Квашня

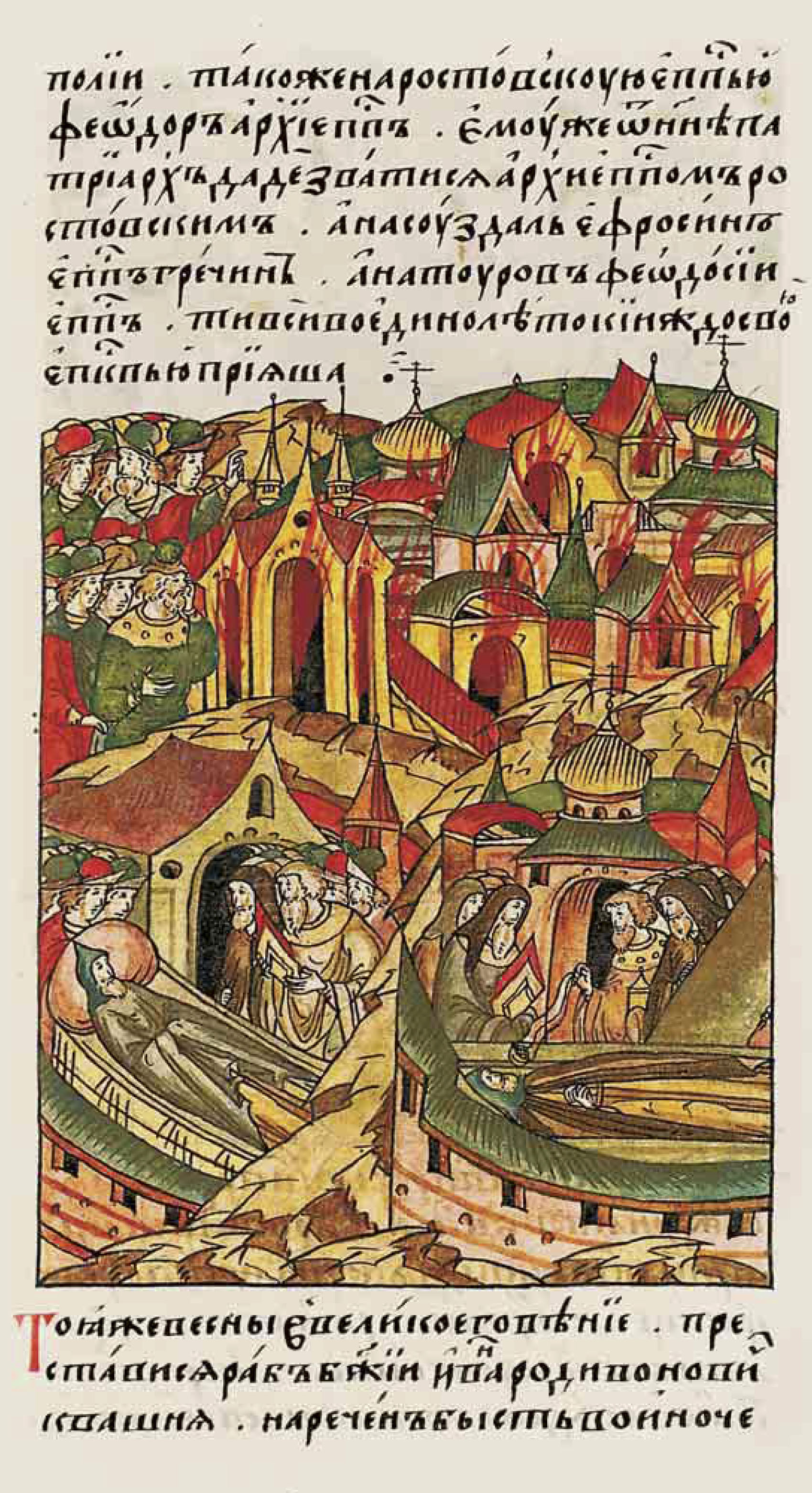
Кончина боярина

Иван Родионович Квашня (ум. 1390) — московский боярин времён Дмитрия Донского. Сын Родиона Несторовича, южнорусского (галицкого) выходца. Был прозван Квашнёй за рыхлость тела. Во время Куликовской битвы был воеводой костромских полков. В 1389 году был свидетелем при составлении духовной грамоты (завещания) Дмитрия Донского и назначен им в число девяти бояр, из которых было составлено нечто вроде «регентского совета» при Василии I. Однако, уже весной следующего 1390 года заболел и в Великий пост умер, перед смертью постригшись под именем Игнатия в основанным то ли им, то ли его отцом Спасо-Преображенском монастыре на реке Всходне, принадлежавшем к его вотчине с центром в Коробове. Был похоронен в монастыре.
Иван Квашнин успел воспитать трёх сыновей, двое из которых стали родоначальниками бояр Квашниных. Третий сын — Василий Иванович Квашнин отличался отменным ростом и толщиной, за что и был прозван «Туша», ему и достались в наследство сходненские наделы. Но, как и в случае с фамилией Квашнины, вышедшей из прозвища — «Квашня», Василий Иванович Квашнин стал Василием Ивановичем Тушиным, его потомки — боярами Тушиными, а село Коробово — Тушиным.